# Eonycteris major
Eonycteris major е вид бозайник от семейство Плодоядни прилепи (Pteropodidae).

## Разпространение
Видът е разпространен в Бруней, Индонезия и Малайзия.